# Blepharepium surumu
Blepharepium surumu is een vliegensoort uit de familie van de roofvliegen (Asilidae). De wetenschappelijke naam van de soort is voor het eerst geldig gepubliceerd in 1973 door Papavero & Bernardi.